# Sympathy for Lady Vengeance
Sympathy for Lady Vengeance (Koreaans: 친절한 금자씨 - Chinjeolhan geumjassiis) is een Zuid-Koreaanse film uit 2005 onder regie van Park Chan-wook. De film is het derde deel van de Vengeance-trilogie ("Wraakcyclus").

## Verhaal
Lee Geum-ja heeft 13,5 jaar onschuldig in de gevangenis gezeten voor de kidnapping en moord op een zesjarige jongen. Na haar vrijlating gaat ze werken in een bakkerij en zoekt contact op met haar dochter die door een Australisch koppel geadopteerd werd. Samen met enkele ex-gedetineerden gaat ze op zoek naar de leraar Engels Mr. Baek, die de misdaden gepleegd heeft. Haar enige doel is wraak te nemen op degene die verantwoordelijk was voor haar opsluiting.

## Rolverdeling
- Lee Young-ae als Lee Geum-ja
- Choi Min-sik als Mr. Baek (Baek Han-sang)
- Kim Shi-hoo as Geun-shik
- Oh Dal-su als Mr. Chang
- Lee Seung-shin als Park Yi-jeong
- Go Soo-hee als Ma-nyeo ("Witch")
- Kim Byeong-ok als de priester
- Ra Mi-ran als Oh Su-hee
- Seo Young-ju als Kim Yang-hee
- Kim Boo-seon als Woo So-young
- Ko Chang-seok als So-youngs echtgenoot
- Nam Il-woo als Detective Choi
- Kim Hee-soo als Se-hyun
- Oh Gwang-rok als Se-hyun's vader
- Lee Byung-joon als Dong-hwa
- Choi Jung-woo als Dong-hwa's vader

## Prijzen en nominaties[2]
De film deed mee in de competitie voor de Gouden Leeuw op het 62ste Filmfestival van Venetië in september 2005. De film won er de Cinema of The Future, de Young Lion Award en de Best Innovated Film Award buiten competitie.

### 2005Blue Dragon Film Awards
- Best Film
- Best Actress - Lee Young-ae
- Nominatie - Best Director - Park Chan-wook
- Nominatie - Best Cinematography - Chung Chung-hoon
- Nominatie - Best Art Direction - Cho Hwa-seong
- Nominatie - Best Music - Choi Seung-hyun
- Nominatie - Best Visual Effects

### 2005Korean Film Awards
- Nominatie - Best Actress - Lee Young-ae
- Nominatie - Best Cinematography - Chung Chung-hoon
- Nominatie - Best Art Direction - Cho Hwa-seong
- Nominatie - Best Editing - Kim Jae-beom en Kim Sang-beom
- Nominatie - Best Music - Choi Seung-hyun

### 2005Director's Cut Awards
- Best Actress - Lee Young-ae

### 2006Baeksang Arts Awards
- Best Actress - Lee Young-ae
- Nominatie - Best Film
- Nominatie - Best Director - Park Chan-wook

### 2006Grand Bell Awards
- Nominatie - Best Film
- Nominatie - Best Director - Park Chan-wook
- Nominatie - Best Actress - Lee Young-ae
- Nominatie - Best New Actor - Kim Shi-hoo

### 2006Hong Kong Film Awards
- Nominatie - Best Asian Film